# الاتحاد الوطني للجمهوريين المستقلين
الجمهوريون المستقلون (بالفرنسية: Républicains indépendants (RI)) التي سميت رسميًا لجنة الدراسات والاتصالات للجمهوريين المستقلين ثم الاتحاد الوطني للجمهوريين والمستقلين (بالفرنسية: (FNRI) Fédération nationale des républicains indépendants)، هي حركة سياسية فرنسية من يمين الوسط استمرت من عام 1962 إلى 1977. كانت تشكل القوة الداعمة للجنرال شارل ديغول، قبل انتخاب رئيسها، فاليري جيسكار ديستان، لرئاسة الجمهورية.

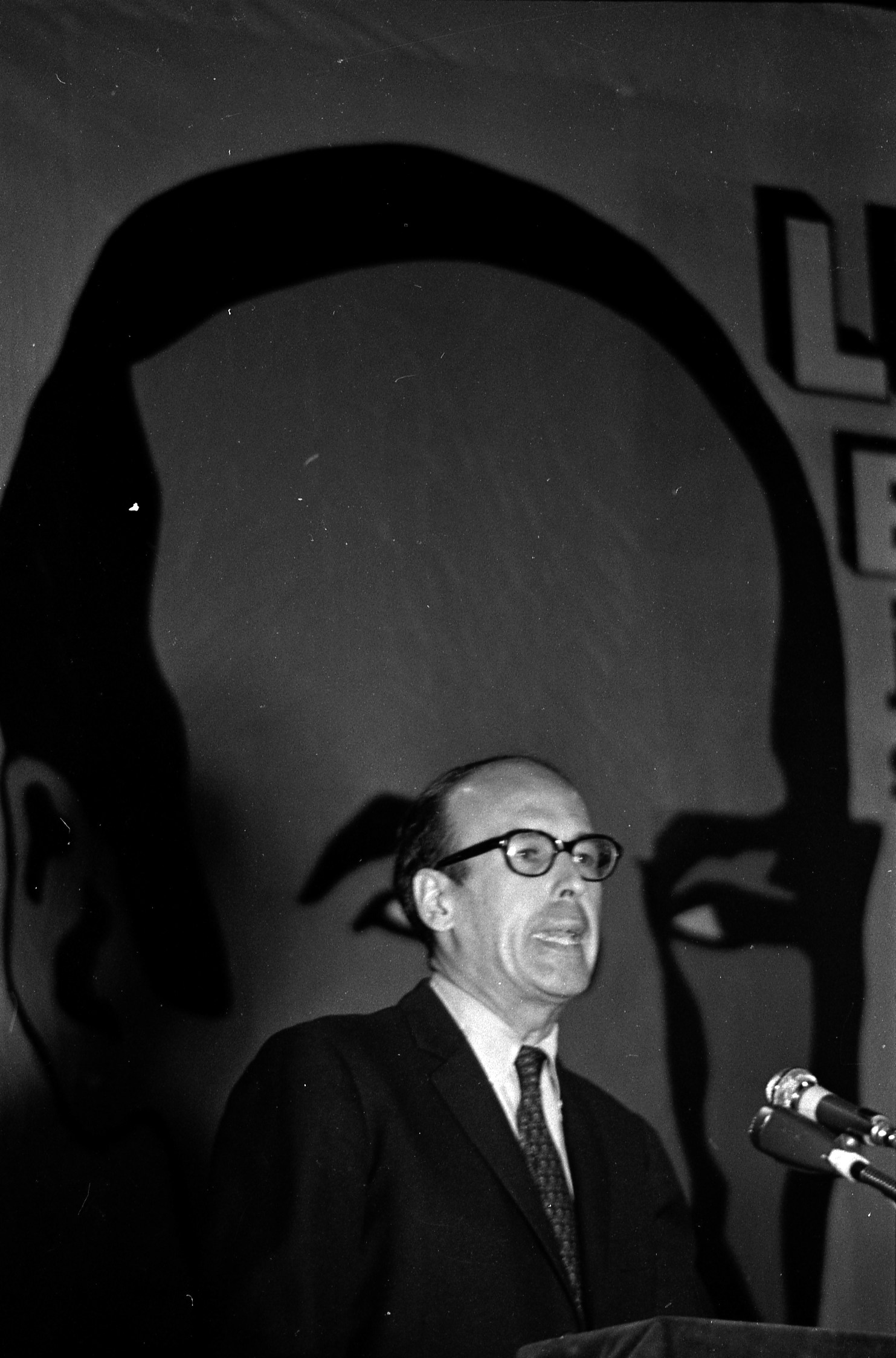
فاليري جيسكار ديستان، رئيس الاتحاد، عام 1969.